# Crematogaster kohli
Crematogaster kohli är en myrart som beskrevs av Auguste-Henri Forel 1909. Crematogaster kohli ingår i släktet Crematogaster och familjen myror.

## Underarter
Arten delas in i följande underarter:
- C. k. kohli
- C. k. winkleri